# 颱風柏美娜 (1954年)
颱風柏美娜 （英語：Typhoon Pamela，國際編號：5419，台灣編號：5416，中國大陸編號：5427，聯合颱風警報中心：16W）是1954年太平洋颱風季第19個被命名的熱帶氣旋，柏美娜是一位女性的名稱，也是歷年第二個導致香港天文台需於十一月懸掛九號風球的風暴。

## 發展過程
1954年10月27日，一個低壓區在關島西南部海面上生成。晚上8時，聯合颱風警報中心將其升格為熱帶風暴，並命名為柏美娜。初時，柏美娜走向主要以西北偏北為主。
10月28日，柏美娜轉向以較偏西方向移動。
10月29日晚上8時，柏美娜改變為向西北方向移動。
10月30日上午8時，聯合颱風警報中心將其升格為一級颱風。
10月31日上午8時，聯合颱風警報中心將其升格為二級颱風。下午2時，聯合颱風警報中心將其升格為三級颱風。
11月1日下午2時，聯合颱風警報中心將其升格為四級颱風。晚上8時，柏美娜達到巔峰程度中心附近一分鐘平均風力高達150節(280km/h)，聯合颱風警報中心將其升格為五級颱風。
11月3日晚上8時，聯合颱風警報中心將其降格為三級颱風。
11月4日上午2時，柏美娜通過巴士海峽進入南中國海。
11月5日上午8時，聯合颱風警報中心將其升格為四級颱風。下午2時，聯合颱風警報中心將其升格為五級颱風。晚上8時，聯合颱風警報中心將其降格為四級颱風。
11月6日上午2時，聯合颱風警報中心將其降格為三級颱風。上午8時，聯合颱風警報中心將其降格為二級颱風。下午2時，柏美娜於中國廣東省江門市台山縣沿海一帶登陸，聯合颱風警報中心將其降格為一級颱風。
11月7日上午8時，聯合颱風警報中心將其降格為熱帶風暴。
11月8日上午8時，聯合颱風警報中心將其降格為熱帶低氣壓，並發出最後的警報。

## 影響

### 台灣
柏美娜掠過台灣時，最低氣壓940hPa，中心最大風速達220km/h，錄得231.6毫米雨量。

### 英屬香港
- 當地懸掛之最高熱帶氣旋警告信號：  九號風球
- 最接近當地位置：皇家香港天文台總部之西南55公里（正面吹襲）

柏美娜於11月5日進入南海，天文台於上午11時30分懸掛一號風球。下午，柏美娜繼續以西北偏西移向移動，與香港的距離越趨接近，皇家香港天文台於晚上8時20分改掛七號風球。
翌日，由於天文台預料柏美娜會非常接近香港，並可能為香港帶來颶風，因此天文台於上午10時15分改掛九號風球，是第二個令天文台於十一月懸掛九號風球的颱風，也是二戰後唯一一個導致天文台於十一月懸掛九號風球的颱風。柏美娜於天文台總部西南55公里掠過。下午3時，皇家香港天文台改掛八號風球。隨著柏美娜遠離，天文台於下午5時除下所有熱帶氣旋警告信號。
天文臺總部有4小時吹烈風，最高一小時平均風速為87公里，風向為偏東。
柏美娜襲港期間，北角、鰂魚涌最大風暴潮及最高水位分別錄得1.16米及2.83米。同時，柏美娜於襲港期間，皇家香港天文台於11月6日單日錄得93.5毫米的雨量，導致在1954年11月錄得較正常高一倍以上的降雨量。

### 葡屬澳門
- 當地懸掛之最高熱帶氣旋信號：  九號風球
- 最接近當地位置：澳門以南10公里

受柏美娜影響，澳門錄得980hPa的最低氣壓、每小時99公里的最高持續風速，以及41.5毫米的單日雨量。

### 中國大陸
11月6日，柏美娜於中國廣東省江門市台山縣沿海登陸，但對該區的影響未見記載。

## 熱帶氣旋警告使用紀錄

### 英屬香港
| 皇家香港天文台 熱帶氣旋警告信號 | 皇家香港天文台 熱帶氣旋警告信號 | 皇家香港天文台 熱帶氣旋警告信號 |
| ------------------------------- | ------------------------------- | ------------------------------- |
| 上一熱帶氣旋                    | 一號風球                        | 下一熱帶氣旋                    |
| 颱風蘭茜                        | 一號風球                        | 颱風露比                        |
| 颱風蘭茜                        | 七號風球                        | 颱風姬羅莉亞                    |
| 颱風艾黛                        | 八號風球                        | 颱風姬羅莉亞                    |
| 颱風艾黛                        | 九號風球                        | 颱風瑪麗                        |

### 葡屬澳門
| 澳門氣象台 熱帶氣旋信號 | 澳門氣象台 熱帶氣旋信號 | 澳門氣象台 熱帶氣旋信號 |
| ----------------------- | ----------------------- | ----------------------- |
| 上一熱帶氣旋            | 一號風球                | 下一熱帶氣旋            |
| 颱風瑪德琳              | 一號風球                | 颱風姬羅莉亞            |
| 甲申風災                | 八號西北風球            | 颱風姬羅莉亞            |
| 颱風瑪德琳              | 九號風球                | 颱風姬羅莉亞            |
| 颱風瑪德琳              | 八號東南風球            | 颱風姬羅莉亞            |

## 外部連結
- （日語）日本氣象廳首頁 （页面存档备份，存于）
- （英文）聯合颱風警報中心首頁 （页面存档备份，存于）
- （简体中文）中央氣象台首頁
- （繁體中文）中央氣象局首頁 （页面存档备份，存于）
- （繁體中文）香港天文台首頁 （页面存档备份，存于）
- （繁體中文）澳門地球物理暨氣象局首頁 （页面存档备份，存于）
- （英文）菲律賓大氣地球物理和天文管理局首頁 （页面存档备份，存于）